# Пођо Ферато (Павија)
Пођо Ферато је насеље у Италији у округу Павија, региону Ломбардија.
Према процени из 2011. у насељу је живело 91 становника. Насеље се налази на надморској висини од 572 м.